# Pauli Jørgensen
Etvin Pauli Carl Jørgensen (Frederiksberg, Dinamarca, 4 de diciembre de 1905-ibídem, 30 de octubre de 1993), conocido simplemente como Pauli Jørgensen, fue un jugador, entrenador de fútbol, dirigente deportivo y periodista danés. En su etapa como jugador profesional se desempeñaba como delantero.
Es considerado el futbolista danés más popular de la historia. Tras su retiro, siguió jugando al fútbol hasta los años 1980, siendo reconocido por el libro Guinness de los récords como el futbolista en activo más longevo de Dinamarca. También fue dirigente del Frem y periodista del periódico comunista Land og Folk.

## Selección nacional
Fue internacional con la selección de fútbol de Dinamarca en 47 ocasiones y convirtió 44 goles. Hizo su debut el 27 de septiembre de 1925, en un amistoso contra Finlandia. Ganó el campeonato nórdico en 1928. Fue capitán en 12 partidos entre 1932 y 1937, compartiendo el brazalete con otros jugadores. Jørgensen tenía diferencias con los dirigentes de la Unión Danesa de Fútbol, y estos le prohibieron jugar para la selección durante un año por «mal comportamiento». No obstante, la decisión fue revocada antes del siguiente partido. El 16 de mayo de 1937, jugó el famoso partido contra Alemania, conocido como la Batalla de Breslau, donde los daneses cayeron por 8-0. Este resultado alejó a varios jugadores de la selección danesa, incluyendo al propio Pauli, que solo jugó un partido internacional en 1938, aunque volvió para jugar algunos partidos en 1939, año de su retiro de la selección.

## Clubes

### Como jugador
| Club | País      | Año       |
| ---- | --------- | --------- |
| Frem | Dinamarca | 1924-1942 |

### Como entrenador
| Club  | País      | Año       |
| ----- | --------- | --------- |
| Frem  | Dinamarca | 1943-1945 |
| Drafn | Noruega   | 1947-1948 |

## Palmarés

### Como jugador

#### Campeonatos regionales
| Título                   | Club | País      | Año  |
| ------------------------ | ---- | --------- | ---- |
| Copa de Copenhague       | Frem | Dinamarca | 1925 |
| Copa de Copenhague       | Frem | Dinamarca | 1927 |
| Campeonato de Copenhague | Frem | Dinamarca | 1933 |
| Copa de Copenhague       | Frem | Dinamarca | 1938 |
| Copa de Copenhague       | Frem | Dinamarca | 1940 |

#### Campeonatos nacionales
| Título           | Club | País      | Año  |
| ---------------- | ---- | --------- | ---- |
| Campeonato danés | Frem | Dinamarca | 1931 |
| Campeonato danés | Frem | Dinamarca | 1933 |
| Campeonato danés | Frem | Dinamarca | 1936 |
| Campeonato danés | Frem | Dinamarca | 1941 |

#### Distinciones individuales
| Distinción                                                               | Año  |
| ------------------------------------------------------------------------ | ---- |
| Mejor centrodelantero nórdico                                            | 1930 |
| Máximo goleador del Campeonato danés                                     | 1937 |
| Jugador más valioso de los primeros 50 años de la Unión Danesa de Fútbol | 1971 |
| Miembro del Salón de la Fama del Fútbol Danés                            | ?    |

### Como entrenador

#### Campeonatos nacionales
| Título           | Club | País      | Año  |
| ---------------- | ---- | --------- | ---- |
| Campeonato danés | Frem | Dinamarca | 1944 |

## Filmografía

### Apariciones en películas
| Año  | Título          |
| ---- | --------------- |
| 1932 | Hans livs match |